# HD 223884
HD 223884，又名CD-2417897，SAO 192218、HR 9043，是一颗恒星，视星等为6.24，位于銀經42.19，銀緯-76.6，其B1900.0坐标为赤經23h 48m 10.6s，赤緯-24° -76.6′ 7″。